# Saison 1986-1987 de l'AS Saint-Étienne
Chronologie
Saison précédente Saison suivante
Cette page présente la saison 1986-1987 de l'AS Saint-Étienne. Le club évolue en Division 1, et en Coupe de France.

## Résumé de la saison
- Les Verts sont de retour en Division 1 après deux saisons de purgatoire en Division 2. C'est une saison typique de promu avec une 16e place obtenue finalement.
- En Coupe de France, le club se fait éliminer lors des 16èmes de finale face à Martigues
- Le meilleur buteur de la saison est un nouvel arrivant en la personne de Merry Krimau avec un petit total de 9 buts toutes compétitions confondues.
- Au niveau des mouvements de joueurs, pas mal de changements, notamment dans le secteur offensif.

## Équipe professionnelle

### Transferts
Pierre Haon est toujours au club, mais il n'a joué qu'avec la réserve cette saison.
| Nom                  | Nationalité | Poste     | Transfert    | Provenance/Destination        | Division   |
| -------------------- | ----------- | --------- | ------------ | ----------------------------- | ---------- |
| Arrivées             |             |           |              |                               |            |
| François Lemasson    |             | Gardien   | Transfert    | Red Star                      | Division 2 |
| Georgi Dimitrov      |             | Défenseur | Transfert    | CSKA Sofia                    | Division 1 |
| Lionel David         |             | Défenseur | Transfert    | Louhans-Cuiseaux              | Division 3 |
| Christian Dafreville |             | Défenseur | Transfert    | Martigues                     | Division 2 |
| Youssef Belkebla     |             | Défenseur | Transfert    | Red Star                      | Division 2 |
| Pascal Françoise     |             | Milieu    | Transfert    | OGC Nice                      | Division 2 |
| Thierry Courault     |             | Milieu    | -            | Formé au club                 | -          |
| Alain Bénédet        |             | Milieu    | Transfert    | SC Toulon                     | Division 1 |
| Georgi Slavkov       |             | Attaquant | Transfert    | CSKA Sofia                    | Division 1 |
| Merry Krimau         |             | Attaquant | Transfert    | Le Havre AC                   | Division 1 |
| Robert Jacques       |             | Attaquant | Transfert    | Paris SG                      | Division 1 |
| Hervé Musquère       |             | Attaquant | -            | Formé au club                 | -          |
| Départs              |             |           |              |                               |            |
| Gilbert Ceccarelli   |             | Gardien   | Transfert    | SC Bastia                     | Division 2 |
| Thierry Oleksiak     |             | Milieu    | Transfert    | OGC Nice                      | Division 1 |
| Didier Gilles        |             | Défenseur | Transfert    | SC Bastia                     | Division 2 |
| Jean-Michel Moyroud  |             | Défenseur | Transfert    | Dunkerque                     | Division 2 |
| Edouard Lamon        |             | Défenseur | Transfert    | Gazélec Football Club Ajaccio | Division 2 |
| Bernard Pardo        |             | Milieu    | Transfert    | SC Toulon                     | Division 1 |
| Philippe Redon       |             | Milieu    | Transfert    | Saint-Lô                      | Division 3 |
| Eric Bellus          |             | Attaquant | Transfert    | Toulouse FC                   | Division 1 |
| Roger Milla          |             | Attaquant | Transfert    | Montpellier                   | Division 1 |
| Tony Kurbos          |             | Attaquant | Transfert    | Mulhouse                      | Division 2 |
| Jürgen Milewski      |             | Attaquant | Fin carrière | -                             | -          |
| François Makita      |             | Attaquant | Transfert    | Nîmes                         | Division 2 |

### Championnat

#### Matchs allers
| Date       | N o | Adversaire               | Lieu | Résultat | Buteurs pour Saint-Étienne                 | Points | Classement |
| ---------- | --- | ------------------------ | ---- | -------- | ------------------------------------------ | ------ | ---------- |
| 05/08/1986 | J01 | FC Sochaux               | Ext. | 3 – 3    | Krimau 38e 40e, Jacques 86e                | 1      | 8          |
| 08/08/1986 | J02 | Nancy                    | Dom. | 0 – 0    | -                                          | 2      | 9          |
| 12/08/1986 | J03 | Le Havre AC              | Ext. | 1 - 0    | -                                          | 2      | 13         |
| 15/08/1986 | J04 | Paris SG                 | Dom. | 1 - 0    | Dimitrov 5e                                | 4      | 9          |
| 22/08/1986 | J05 | RC Lens                  | Ext. | 2 - 0    | -                                          | 4      | 13         |
| 26/08/1986 | J06 | Toulouse FC              | Dom. | 0 – 0    | -                                          | 5      | 11         |
| 29/08/1986 | J07 | AS Monaco                | Ext. | 0 – 0    | -                                          | 6      | 12         |
| 03/09/1986 | J08 | Stade lavallois          | Dom. | 0 – 0    | -                                          | 7      | 11         |
| 13/09/1986 | J09 | AJ Auxerre               | Ext. | 3 - 0    | -                                          | 7      | 18         |
| 20/09/1986 | J10 | Brest                    | Dom. | 1 – 1    | Krimau 37e                                 | 8      | 18         |
| 24/09/1986 | J11 | Olympique de Marseille   | Ext. | 1 - 0    | -                                          | 8      | 18         |
| 04/10/1986 | J12 | FC Metz                  | Ext. | 1 – 1    | Musquère 45e                               | 9      | 16         |
| 17/10/1986 | J13 | RC Paris                 | Dom. | 4 - 0    | Ribar 1re, Benedet 24e 89e, Clavelloux 73e | 11     | 15         |
| 24/10/1986 | J14 | Lille                    | Ext. | 1 - 0    | -                                          | 11     | 16         |
| 31/10/1986 | J15 | SC Toulon                | Dom. | 1 - 0    | Musquère 54e                               | 13     | 16         |
| 08/11/1986 | J16 | OGC Nice                 | Ext. | 1 - 0    | -                                          | 13     | 16         |
| 12/11/1986 | J17 | FC Nantes                | Dom. | 0 – 0    | -                                          | 14     | 16         |
| 22/11/1986 | J18 | Rennes                   | Ext. | 0 – 0    | -                                          | 15     | 16         |
| 29/11/1986 | J19 | FC Girondins de Bordeaux | Dom. | 2 - 0    | Musquère 55e, Françoise 67e                | 17     | 15         |

#### Matchs retours
| Date       | N o | Adversaire               | Lieu | Résultat | Buteurs pour Saint-Étienne      | Points | Classement |
| ---------- | --- | ------------------------ | ---- | -------- | ------------------------------- | ------ | ---------- |
| 05/12/1986 | J20 | Nancy                    | Ext. | 1 - 0    | -                               | 17     | 15         |
| 14/12/1986 | J21 | Le Havre AC              | Dom. | 1 – 1    | Jacques 52e                     | 18     | 16         |
| 17/12/1986 | J22 | Paris SG                 | Ext. | 3 - 0    | -                               | 18     | 16         |
| 21/12/1986 | J23 | RC Lens                  | Dom. | 1 - 0    | Benedet 19e                     | 20     | 14         |
| 18/02/1987 | J24 | Toulouse FC              | Ext. | 2 - 1    | Krimau 86e                      | 20     | 15         |
| 07/03/1987 | J25 | AS Monaco                | Dom. | 0 – 0    | -                               | 21     | 15         |
| 11/03/1987 | J26 | Stade lavallois          | Ext. | 2 – 1    | Benedet 39e                     | 21     | 16         |
| 14/03/1987 | J27 | AJ Auxerre               | Dom. | 1 – 1    | Peycelon 20e                    | 22     | 16         |
| 25/03/1987 | J28 | Brest                    | Ext. | 1 – 0    | -                               | 22     | 16         |
| 28/03/1987 | J29 | Olympique de Marseille   | Dom. | 0 - 1    | -                               | 22     | 17         |
| 04/04/1987 | J30 | FC Metz                  | Dom. | 0 – 0    | -                               | 23     | 16         |
| 11/04/1987 | J31 | RC Paris                 | Ext. | 1 - 2    | Krimau 19e 89e                  | 25     | 15         |
| 17/04/1987 | J32 | Lille                    | Dom. | 1 - 0    | Courault 52e                    | 27     | 15         |
| 02/05/1987 | J33 | SC Toulon                | Ext. | 2 - 1    | Musquère 75e                    | 27     | 16         |
| 09/05/1987 | J34 | OGC Nice                 | Dom. | 1 - 0    | Jacques 32e                     | 29     | 16         |
| 15/05/1987 | J35 | FC Nantes                | Ext. | 1 – 1    | Krimau 78e                      | 30     | 15         |
| 22/05/1987 | J36 | Rennes                   | Dom. | 2 - 0    | Dimitrov 31e, Krimau 71e (pen.) | 32     | 14         |
| 29/05/1987 | J37 | FC Girondins de Bordeaux | Ext. | 1 - 0    | -                               | 32     | 15         |
| 05/06/1987 | J38 | FC Sochaux               | Dom. | 1 – 1    | Krimau 2e                       | 33     | 16         |

### Classement final
En cas d'égalité entre deux clubs, le premier critère de départage est la différence de buts.
| Rang | Équipe                  | Pts | J  | G  | N  | P  | Bp | Bc | Diff |
| ---- | ----------------------- | --- | -- | -- | -- | -- | -- | -- | ---- |
| 1    | Girondins de Bordeaux C | 53  | 38 | 20 | 13 | 5  | 57 | 27 | +30  |
| 2    | Olympique de Marseille  | 49  | 38 | 18 | 13 | 7  | 52 | 33 | +19  |
| 3    | Toulouse FC             | 48  | 38 | 18 | 12 | 8  | 54 | 32 | +22  |
| 4    | AJ Auxerre              | 47  | 38 | 17 | 13 | 8  | 45 | 32 | +13  |
| 5    | AS Monaco               | 45  | 38 | 15 | 15 | 8  | 41 | 33 | +8   |
| 6    | FC Metz                 | 43  | 38 | 14 | 15 | 9  | 54 | 32 | +22  |
| 7    | Paris SG T              | 41  | 38 | 14 | 13 | 11 | 35 | 33 | +2   |
| 8    | Brest Armorique FC      | 40  | 38 | 14 | 12 | 12 | 43 | 41 | +2   |
| 9    | Stade lavallois         | 38  | 38 | 12 | 14 | 12 | 40 | 46 | -6   |
| 10   | RC Lens                 | 37  | 38 | 11 | 15 | 12 | 37 | 40 | -3   |
| 11   | OGC Nice                | 37  | 38 | 15 | 7  | 16 | 38 | 49 | -11  |
| 12   | FC Nantes               | 36  | 38 | 12 | 12 | 14 | 35 | 38 | -3   |
| 13   | RC Paris P              | 36  | 38 | 14 | 8  | 16 | 41 | 45 | -4   |
| 14   | Lille OSC               | 34  | 38 | 12 | 10 | 16 | 39 | 38 | +1   |
| 15   | SC Toulon               | 34  | 38 | 10 | 14 | 14 | 36 | 46 | -10  |
| 16   | AS Saint-Étienne P      | 33  | 38 | 9  | 15 | 14 | 27 | 32 | -5   |
| 17   | Le Havre AC             | 32  | 38 | 8  | 16 | 14 | 39 | 50 | -11  |
| 18   | FC Sochaux              | 31  | 38 | 9  | 13 | 16 | 35 | 51 | -16  |
| 19   | AS Nancy-Lorraine       | 29  | 38 | 8  | 13 | 17 | 28 | 40 | -12  |
| 20   | Stade rennais FC        | 17  | 38 | 5  | 7  | 26 | 20 | 58 | -38  |

Victoire à 2 points
Qualifications européennes
Coupe des clubs champions européens
- 1er : 1er tour (1/16 de finale)

Coupe d'Europe des vainqueurs de coupe
- Finaliste[3] de la Coupe de France : 1er tour (1/16 de finale)

Coupe UEFA
- 3e et 4e : 1er tour (1/32 de finale)

Relégation
- 18e : barrage de relégation en Division 2
- 19e et 20e : relégation en Division 2

Abréviations
T : Tenant du titre

C : Vainqueur de la Coupe de France 1986-87

P : Promus de Division 2
- Les vainqueurs des deux groupes de D2, le Montpellier PSC et les Chamois niortais, obtiennent la montée directe en D1. Les deux deuxièmes et troisièmes des groupes s'affrontent et c'est l'AS Cannes qui gagne le droit de défier le 18e de D1, le FC Sochaux, pour obtenir la troisième place en D1. C'est finalement l'AS Cannes qui remporte ce barrage (2-1 sur les deux matchs) et obtient la montée en D1 alors que Sochaux est relégué.

### Coupe de France

#### Tableau récapitulatif des matchs
| Date       | N o                  | Adversaire | Lieu                                   | Résultat | Buteurs pour Saint-Étienne | Suite                  |
| ---------- | -------------------- | ---------- | -------------------------------------- | -------- | -------------------------- | ---------------------- |
| 22/03/1987 | 32e de finale        | Rodez      | Stade Maurice-Rigaud, Albi             | 1 - 0    | Daniel 14e                 | Qualifiés pour les 16e |
| 01/04/1987 | 16e de finale aller  | Martigues  | Stade Geoffroy-Guichard, Saint-Étienne | 1 - 0    | David 87e                  | -                      |
| 07/04/1987 | 16e de finale retour | Martigues  | Stade Francis-Turcan, Martigues        | 2 – 0    | -                          | Éliminés               |

### Statistiques

#### Équipe-type
| \| Castaneda Primard Dimitrov E.Clavelloux Gros Ferri Peycelon (Daniel) Ribar Françoise Bénédet Krimau (Musquère) \| Équipe-type de la saison 1986-1987 |
| Castaneda Primard Dimitrov E.Clavelloux Gros Ferri Peycelon (Daniel) Ribar Françoise Bénédet Krimau (Musquère)                                          |

#### Buteurs
| Place | Nom                  | Division 1 | Coupe de France | TOTAL des BUTS |
| 1     | Merry Krimau         | 9 buts     | -               | 9 buts         |
| 2     | Alain Bénédet        | 4 buts     | -               | 4 buts         |
| 2     | Hervé Musquère       | 4 buts     | -               | 4 buts         |
| 4     | Robert Jacques       | 3 buts     | -               | 3 buts         |
| 5     | Georgi Dimitrov      | 2 buts     | -               | 2 buts         |
| 6     | Jean-Luc Ribar       | 1 but      | -               | 1 but          |
| 6     | Jean-François Daniel | -          | 1 but           | 1 but          |
| 6     | Thierry Courault     | 1 but      | -               | 1 but          |
| 6     | Pascal Françoise     | 1 but      | -               | 1 but          |
| 6     | Gilles Peycelon      | 1 but      | -               | 1 but          |
| 6     | Eric Clavelloux      | 1 but      | -               | 1 but          |
| 6     | Lionel David         | -          | 1 but           | 1 but          |
| #     | contre son camp      | -          | -               | -              |
| Total | 13 buteurs           | 27 buts    | 2 buts          | 29 buts        |

Date de mise à jour : le 17 décembre 2015.

#### Affluences
305 010 spectateurs ont assisté à une rencontre au stade cette saison, soit une moyenne de 15 250 par match.
20 rencontres ont eu lieu à Geoffroy-Guichard durant la saison.
Affluence de l'AS Saint-Étienne à domicile

### Équipe de France
Malgré la remontée en Division 1, aucun joueur stéphanois n'a été sélectionné en Équipe de France.